# Избори за Европейския парламент в България (2009)
Изборите за Европейски парламент през 2009 г. в България излъчват 17 (а след декември 2009 г. – 18) представители в делегацията на България в Европейския парламент. Това са вторите подобни избори в страната, след като тя се присъединява към Европейския съюз на 1 януари 2007 и провежда междинни избори за представители в действащия Европейски парламент на 20 май 2007.
Изборите се провеждат на 7 юни 2009. Официалното начало на предизборната кампания е на 17 май и продължава до 23.00 ч. на 6 юни. За първи път е премахната забраната за политическа агитация в деня преди вота (т.нар. „ден за размисъл“).

## Проучвания на общественото мнение
| Източник               | Дата              | Активност | ГЕРБ  | БСП   | ДПС   | Атака | Синята коалиция | Други |
| ---------------------- | ----------------- | --------- | ----- | ----- | ----- | ----- | --------------- | ----- |
| Алфа Рисърч            | 9 – 18 март 2009  | 55,5%     | 34,6% | 25,4% | 12,3% | 10,8% | 8,8%            | 8,1%  |
| Алфа Рисърч            | 14 – 19 май 2009  | 38%       | 32,6% | 24,5% | 12,0% | 10,0% | 5,2%            | 15,7% |
| НЦИОМ                  | 19 май 2009       | 35%       | 32,4% | 26,8% | 12,1% | 11,0% | 6,2%            | 11,5% |
| Сова Харис             | 19 – 25 май 2009  | 40%       | 35,8% | 26,9% | 10,4% | 9,9%  | 8,4%            | 8,6%  |
| Барометър.инфо         | 23 май 2009       | -         | 25%   | 18%   | 16,4% | 8,3%  | 10,7%           | 21,6% |
| МБМД                   | около 24 май 2009 | 35%       | 30,6% | 25,4% | 19,4% | 8,1%  | 6,7%            | 9,8%  |
| Агенция Скала          | около 27 май 2009 | 39%       | 32,0% | 20,8% | 13,6% | 9,7%  | 10,2%           | 13,7% |
| Действителни резултати | 7 юни 2009        | 37%       | 24,4% | 18,5% | 14,1% | 12,0% | 8,0%            | 23,0% |

## Резултати
| Резултати от изборите за Европейски парламент в България на 7 юни 2009 година     | Резултати от изборите за Европейски парламент в България на 7 юни 2009 година | Резултати от изборите за Европейски парламент в България на 7 юни 2009 година | Резултати от изборите за Европейски парламент в България на 7 юни 2009 година | Резултати от изборите за Европейски парламент в България на 7 юни 2009 година | Резултати от изборите за Европейски парламент в България на 7 юни 2009 година | Резултати от изборите за Европейски парламент в България на 7 юни 2009 година | Резултати от изборите за Европейски парламент в България на 7 юни 2009 година | Резултати от изборите за Европейски парламент в България на 7 юни 2009 година | Резултати от изборите за Европейски парламент в България на 7 юни 2009 година |
| ← 2007 • 2009 • 2014 →                                                            | ← 2007 • 2009 • 2014 →                                                        | ← 2007 • 2009 • 2014 →                                                        | ← 2007 • 2009 • 2014 →                                                        | ← 2007 • 2009 • 2014 →                                                        | ← 2007 • 2009 • 2014 →                                                        | ← 2007 • 2009 • 2014 →                                                        | ← 2007 • 2009 • 2014 →                                                        | ← 2007 • 2009 • 2014 →                                                        | ← 2007 • 2009 • 2014 →                                                        |
| №                                                                                 | Кандидатска листа                                                             | Кандидатска листа                                                             | Парламентарна група в ЕП                                                      | Гласове                                                                       | Гласове                                                                       | Дял от гласовете                                                              | Дял от гласовете                                                              | Мандати                                                                       | Мандати                                                                       |
| №                                                                                 | Кандидатска листа                                                             | Кандидатска листа                                                             | Парламентарна група в ЕП                                                      | брой                                                                          | +/-                                                                           | %                                                                             | +/-                                                                           | брой                                                                          | +/-                                                                           |
| --------------------------------------------------------------------------------- | ----------------------------------------------------------------------------- | ----------------------------------------------------------------------------- | ----------------------------------------------------------------------------- | ----------------------------------------------------------------------------- | ----------------------------------------------------------------------------- | ----------------------------------------------------------------------------- | ----------------------------------------------------------------------------- | ----------------------------------------------------------------------------- | ----------------------------------------------------------------------------- |
| 1                                                                                 |                                                                               | Ред, законност и справедливост                                                | -                                                                             | 120 280                                                                       | +111 133                                                                      | 4,67                                                                          | +4,20                                                                         | -                                                                             | -                                                                             |
| 2                                                                                 |                                                                               | ЛИДЕР                                                                         | -                                                                             | 146 984                                                                       | -                                                                             | 5,70                                                                          | -                                                                             | -                                                                             | -                                                                             |
| 3                                                                                 |                                                                               | ГЕРБ                                                                          | Европейска народна партия (ЕНП)                                               | 627 693                                                                       | +207 692                                                                      | 24,36                                                                         | +2,68                                                                         | 5 / 17                                                                        | -                                                                             |
| 4                                                                                 |                                                                               | Движение за права и свободи                                                   | Алианс на либералите и демократите за Европа (АЛДЕ)                           | 364 197                                                                       | -28 453                                                                       | 14,14                                                                         | -6,12                                                                         | 3 / 17                                                                        | -1                                                                            |
| 5                                                                                 |                                                                               | Атака                                                                         | Извън парламентарна група                                                     | 308 052                                                                       | +32 815                                                                       | 11,96                                                                         | -2,24                                                                         | 2 / 17                                                                        | -1                                                                            |
| 6                                                                                 |                                                                               | Коалиция за България                                                          | Прогресивен алианс на социалистите и демократите (С&Д)                        | 476 618                                                                       | +61 832                                                                       | 18,50                                                                         | -2,91                                                                         | 4 / 17                                                                        | -1                                                                            |
| 7                                                                                 |                                                                               | Съюз на патриотичните сили Защита                                             | -                                                                             | 11 904                                                                        | -                                                                             | 0,46                                                                          | -                                                                             | -                                                                             | -                                                                             |
| 8                                                                                 |                                                                               | НДСВ                                                                          | Алианс на либералите и демократите за Европа (АЛДЕ)                           | 205 146                                                                       | +83 748                                                                       | 7,96                                                                          | +1,69                                                                         | 2 / 17                                                                        | +1                                                                            |
| 9                                                                                 |                                                                               | Българска социалдемокрация                                                    | -                                                                             | 14 132                                                                        | -                                                                             | 0,55                                                                          | -                                                                             | -                                                                             | -                                                                             |
| 10                                                                                |                                                                               | Българска нова демокрация                                                     | -                                                                             | 11 679                                                                        | -                                                                             | 0,45                                                                          | -                                                                             | -                                                                             | -                                                                             |
| 11                                                                                |                                                                               | Синята коалиция                                                               | Европейска народна партия (ЕНП)                                               | 204 817                                                                       | +28 596                                                                       | 7,95                                                                          | -1,14                                                                         | 1 / 17                                                                        | +1                                                                            |
| 12                                                                                |                                                                               | Зелените                                                                      | -                                                                             | 18 444                                                                        | +8 468                                                                        | 0,72                                                                          | +0,21                                                                         | -                                                                             | -                                                                             |
| 13                                                                                |                                                                               | Напред                                                                        | -                                                                             | 57 931                                                                        | +28 179                                                                       | 2,25                                                                          | +0,71                                                                         | -                                                                             | -                                                                             |
| 14                                                                                |                                                                               | Чавдар Иванов Николов - независим кандидат                                    | -                                                                             | 8 565                                                                         | -                                                                             | 0,33                                                                          | -                                                                             | -                                                                             | -                                                                             |
| действителни гласове                                                              | действителни гласове                                                          | действителни гласове                                                          | действителни гласове                                                          | 2 576 434                                                                     | +638 738                                                                      | -                                                                             | -                                                                             |                                                                               |                                                                               |
| празни бюлетини и недействителни гласове                                          | празни бюлетини и недействителни гласове                                      | празни бюлетини и недействителни гласове                                      | празни бюлетини и недействителни гласове                                      | 25 245                                                                        | +7 495                                                                        | -                                                                             | -                                                                             |                                                                               |                                                                               |
| общо                                                                              | общо                                                                          | общо                                                                          | общо                                                                          | 2 576 442                                                                     | -                                                                             | 100%                                                                          | -                                                                             | 17 / 17                                                                       | -                                                                             |
| Брой на избирателите / избирателна активност                                      | Брой на избирателите / избирателна активност                                  | Брой на избирателите / избирателна активност                                  | Брой на избирателите / избирателна активност                                  | 6 684 770                                                                     | -6 310                                                                        | 37,49%                                                                        | +8,89%                                                                        |                                                                               |                                                                               |
| получава мандати не успява да получи мандат +/- разлика спрямо предходните избори |                                                                               |                                                                               |                                                                               |                                                                               |                                                                               |                                                                               |                                                                               |                                                                               |                                                                               |
| Източник:Централна избирателна комисия, Европейски парламент                      |                                                                               |                                                                               |                                                                               |                                                                               |                                                                               |                                                                               |                                                                               |                                                                               |                                                                               |

Избирателната активност е около 37,49%.
При влизане в сила на Договора от Лисабон за изменение на Договора за Европейския съюз и на Договора за създаване на Европейската общност, подписан на 13 декември 2007 г. в Лисабон (ратифициран със закон – ДВ, бр. 36 от 2008 г.), броят на членовете на Европейския парламент от България се увеличава на 18. При приемане на решение от Европейския съвет броят на членовете на Европейския парламент за мандата 2009 – 2014 г. да бъде приведен в съответствие с Договора от Лисабон за изменение на Договора за Европейския съюз и на Договора за създаване на Европейската общност осемнадесетият мандат се получава от „СИНЯТА КОАЛИЦИЯ“, представена в Европейския парламент с най-голям неоползотворен остатък. В съответствие с това по-късно, след декември 2009 г., осемнадесетият избран от България евродепутат става Светослав Малинов.
Листите, получили най-голям брой гласове в даден избирателен район са:
- ГЕРБ – Благоевград (24%), Варна (26%), Велико Търново (26%), Габрово (31%), Добрич (22%), Ловеч (26%), Монтана (25%), Пазарджик (23%), Перник (23%), Плевен (23%), Пловдив 16 (31%), Пловдив 17 (26%), Русе (25%), Сливен (29%), Смолян (25%), София 23 (27%), София 24 (29%), София 25 (35%), Стара Загора (25%), Хасково (24%) (общо 20)
- Коалиция за България – Видин (32%), Враца (27%), Кюстендил (26%), София Област (27%), Ямбол (27%) (общо 5)
- ДПС – Кърджали (69%), Разград (58%), Силистра (43%), Търговище (47%), Шумен (32%) (общо 5)
- Атака – Бургас (21%) (общо 1)

## Избрани членове на Европейския парламент от Република България
Избраните за членове на Европейския парламент от Република България са:
ГЕРБ
1. Румяна Желева
2. Владимир Уручев
3. Илиана Иванова
4. Емил Стоянов
5. Мария Неделчева

Коалиция за България
1. Ивайло Калфин
2. Илияна Йотова
3. Кристиан Вигенин
4. Евгени Кирилов

ДПС
1. Филиз Хюсменова
2. Владко Панайотов
3. Метин Казак

АТАКА
1. Димитър Стоянов
2. Славчо Бинев

НДСВ
1. Меглена Кунева
2. Антония Първанова

Синята коалиция
1. Надежда Михайлова
2. Светослав Малинов